# Picardia betsileo
Picardia betsileo là một loài bướm đêm thuộc họ Pterophoridae. Nó được biết đến ở Madagascar.